# Bjelovar
Bjelovar je grad u Hrvatskoj te je ujedno središte Bjelovarsko-bilogorske županije i Bjelovarsko-križevačke biskupije. Jedan je od mlađih gradova u Hrvatskoj, nastao 1756. godine, odlukom carice Marije Terezije.
Planski je građen kao poligon i upravno sjedište Križevačke i Đurđevačke graničarske pješačke pukovnije. Ima pravilnu kvadratnu strukturu ulica u središtu grada. 
U gradu postoji višestoljetna tradicija proizvodnje mlijeka i sireva pa se Bjelovar ponekad naziva i „gradom sira”. Rukometni klub Bjelovar osvojio je naslov europskog prvaka 1972. i desetak naslova prvaka države. Zahvaljujući pionirskom djelovanju Zagonetačkog društva »Čvor« Bjelovar je izrastao u hrvatsku prijestolnicu zagonetaštva, zadobivši naziv enigmopolisa.

## Ime
U izvorima na njemačkom jeziku naziva se Bellowar, mađarski Belovár, češki Bělovar ili Bělovár, kajkavski Belovar te latinski Bellovarium.
O samome postanku modernog imena Bjelovar postoji teorija da ime potječe od pojma bijele zemlje,naziv za zemlju koju je bilo teško obraditi. Stariji zapisi imena poput Belublathya tj. Bjeloblaće ukazuju na tu mogućnost.  
Samo ime grada se sastoji od pridjeva bijel nadodanog na mađarsku riječ várili városšto znači grad ili dvorac.

### Povijest imena
Ime grada ili naselja slična imena Bjelovaru se spominju nekoliko puta kroz razne povijesne zapise. Belovarc (Belowarcz) se 13. travnja 1465. spominje u pismu banova Mirka od Zapolja i Nikole od Iloka, upućenom zagrebačkom Kaptolu, o vraćanju posjeda, i u Kaptolovom odgovoru na njihovo pismo.  
1473. godine u pismu Kralj Matija posjede takozvanog "Belublathya" daruje Jakobu, Martinu, Bartolu, Tomi i Dominiku, sinovima Grgura de Jakozerdahel.
U ispravama toga razdoblja navode se nazivi Belowarcz, Beloblatje i Bjeloblaće. Bjelovar se spominje i oko 1579. do 1611. godine. Gdje je uz rječicu Bjelovacka podignuta mala tvrđa (Schloss) za obranu od Turskih invazija. Ta se tvrđa bilježi na raznim zemljovidima kao utvrda: Belouac, Belouax i Wellovar. 1756. godine, uspostavom modernog grada i njegovim postankom središta Varaždinskog generalata, kojim je zapovijedao Philipp Lewin von Beck. Bjelovar je nazvao Novi Varaždin, koje stanovništvo nije prihvatilo čime je Beck naredio, da se kažnjavaju oni koji ne prihvaćaju naziv Novi Varaždin.

## Naselja u sastavu Grada Bjelovara
Grad Bjelovar obuhvaća 31 naselje (stanje 2006.), to su: 
- Bjelovar
- Breza
- Brezovac
- Ciglena
- Galovac
- Gornje Plavnice
- Gornji Tomaš
- Gudovac
- Klokočevac
- Kokinac
- Kupinovac
- Letičani
- Mala Ciglena
- Malo Korenovo
- Novi Pavljani
- Novoseljani
- Obrovnica
- Patkovac
- Prespa
- Prgomelje
- Prokljuvani
- Puričani
- Rajić
- Stančići
- Stare Plavnice
- Stari Pavljani
- Tomaš
- Trojstveni Markovac
- Veliko Korenovo
- Zvijerci
- Ždralovi

## Zemljopis
Grad Bjelovar je smješten na visoravni u južnom dijelu Bilogore smještenoj između rječica Bjelovacke i Plavničke (Sjeverozapadna Hrvatska) na 135 metara nadmorske visine. Bjelovar je sjedište Bjelovarsko-bilogorske županije, ali i prirodno, kulturno i političko središte ovog kraja. 
Bjelovar je i prometno raskrižje u ovom kraju. Sijeku ga ceste od Zagreba za Osijek, zatim iz Varaždina i Koprivnice preko Čazme do Ivanić-Grada i autoceste, a preko Daruvara na jednu stranu vode, za Viroviticu, a na drugu stranu prema Pakracu i Lipiku. 
Započela je i izgradnja brze ceste Zagreb – Bjelovar – Virovitica, koja će Bjelovar još bolje povezati sa Zagrebom, ali će biti i snažan poticaj razvoju gospodarstva. Do sada je dovršena dionica Zagreb – Vrbovec.
Grad Bjelovar zauzima ukupnu površinu od 181,75 km2, a administrativno obuhvaća još 31 naselje. Na tom prostoru danas živi oko 42.000 stanovnika.
Sa sjeveroistočne strane Bjelovara nalazi se duga i niska gora Bilogora, čija je prosječna visina od 200 do 250 m nadmorske visine.
Bjelovar se smjestio u sjeveroistočnom rubnom dijelu plodne lonjsko-ilovske zavale, podno jugozapadnih obronaka Bilogore. Područje lonjsko-ilovske zavale nalazi se između 120 i 160 m nadmorske visine.
Visoravan je nastala plitkim nadsvođenjem, no pri njenom oblikovanju sudjelovali su i rasjedni procesi. Tlo se sastoji od pliocenskih pjeskuljastih lapora i pješčanika s mjestimičnim manjim naslagama lignita. Starije kamenje nigdje ne dopire do površine. Kristalinske stijene su otkrivene u dubokim bušotinama.
Grad Bjelovar je klimatski prijelazan prostor umjereno kontinentalnih obilježja. Zime u ovom prostoru su umjereno hladne, a ljeta su topla. Pretežno je povoljan godišnji raspored padalina, a iznosi oko 900 mm godišnje. Godišnji je prosjek relativne vlažnosti 80 %.
Od vjetrova puše sjevernjak, koji je karakterističan za zimu, a istočnjak postaje jači u proljetnim mjesecima i vrlo je hladan te može puhati i do nekoliko dana neprekidno. Južni i topao ljetni vjetar koji puše od lipnja do kolovoza povećava relativnu vlažnost i prethodi kiši.
Srednja godišnja temperatura u Gradu Bjelovaru je oko 12 °C, srednja siječanjska –0,4 °C, a srednja srpanjska 20,6 °C.
- Magla: 48 dana godišnje
- Mraz: 38 dana godišnje

## Stanovništvo
Područje Grada Bjelovara, prema popisu stanovništva iz 2011. ima 40.276 stanovnika.
Nacionalni sastav stanovništva prema popisu iz 2011.:
- Hrvati: 36.753 (91,25 %)
- Srbi: 1877 (4,66 %)
- Albanci: 236 (0,59 %)
- Česi: 148 (0,37 %)
- Romi: 293 (0,73 %)
- neizjašnjeni: 322 (0,80 %)
- nepoznato: 235 (0,58 %)

S obzirom na materinski jezik, 39.283 ili 97,53 % izjasnilo se, da im je materinski jezik hrvatski. Prema vjeri, 34.900 ili 86,65 % izjasnilo se rimokatolicima, 2329 ili 5,78 % pravoslavcima, 87 ili 0,22 % muslimanima, nisu vjernici i ateisti 1449 ili (3,60 %)
Do novog teritorijalnog ustrojstva Hrvatske, postojala je bivša velika općina Bjelovar, koja je imala sljedeći etnički sastav:
| godina popisa | ukupno | Hrvati           | Srbi           | Jugoslaveni    | ostali        |
| ------------- | ------ | ---------------- | -------------- | -------------- | ------------- |
| 1991.         | 66.039 | 53.113 (80,42 %) | 5898 (8,93 %)  | 2631 (3,98 %)  | 4397 (6,65 %) |
| 1981.         | 66.553 | 48.819 (73,35 %) | 5897 (8,86 %)  | 9249 (13,89 %) | 2588 (3,88 %) |
| 1971.         | 65.824 | 52.580 (79,87 %) | 8689 (13,20 %) | 1726 (2,62 %)  | 2829 (4,29 %) |

Broj stanovnika na užem području grada od 1971. do 2001. godine:
- 2001. – 27.783
- 1991. – 26.926 (Hrvati – 20.826, Srbi – 2590, Jugoslaveni – 1485, ostali – 2025)
- 1981. – 25.203 (Hrvati – 16.698, Jugoslaveni – 5319, Srbi – 2254, ostali – 932)
- 1971. – 20.998 (Hrvati – 16.030, Srbi – 3025, Jugoslaveni – 1011, ostali – 932)[9]

| broj stanovnika | 10128 | 11763 | 12942 | 16123 | 19652 | 21974 | 22990 | 24134 | 26981 | 27645 | 29907 | 35578 | 39893 | 42066 | 41869 | 40276 | 36316 |
|                 | 1857. | 1869. | 1880. | 1890. | 1900. | 1910. | 1921. | 1931. | 1948. | 1953. | 1961. | 1971. | 1981. | 1991. | 2001. | 2011. | 2021. |

| broj stanovnika | 2787  | 3469  | 4671  | 5609  | 7873  | 9266  | 9994  | 10252 | 12867 | 13569 | 15761 | 21540 | 25203 | 26926 | 27783 | 27024 | 24392 |
|                 | 1857. | 1869. | 1880. | 1890. | 1900. | 1910. | 1921. | 1931. | 1948. | 1953. | 1961. | 1971. | 1981. | 1991. | 2001. | 2011. | 2021. |

## Uprava
Gradonačelnik je Dario Hrebak. Prethodni gradonačelnik bio je Antun Korušec, koji je naslijedio Đurđu Adlešič, nakon što je postala potpredsjednica vlade. Zamjenici gradonačelnika su Igor Brajdić i Valna Bastijančić Erjavec. Gradsko poglavarstvo ima 9 članova. Gradsko vijeće Grada Bjelovara ima 29 članova. Radna tijela gradskog vijeća sastoje se od 3 komisije i 12 odbora. Na području Grada Bjelovara osnovano je 38 mjesnih odbora (9 u samom gradu).

## Povijest

### Neolitik
Najstarija nalazišta iz mlađeg kamenog doba se pronalaze unutar prigradskog naselju, Ždralovi, gdje se tijekom gradnje podruma za kuću Josipa Horvatića pronašlo zemunice. Iskopine su prepoznate kao dio Starčevačke kulture (oko 5000. – 4300. pr. Kr.). Nalazište je identificirano kao najzapadnije za taj tip neolitičke kulture, naziva se Ždralovi facies odnosno »Starčevo – Final«. Oko Bjelovara pronađena su nalazišta Korenovske kulture, Sopotske kulture, Lasinjske kulture i Vučedolske kulture.

### Rimsko Carstvo
Prvi intenzivni razvoj područja započinje dolaskom Rimljana koji prvi put dolaze na područje između Save i Drave 229. godine pr. Kr. Gdje se na uzvisini na kojem se razvio današnji Bjelovar nalazilo križište dviju rimskih cesta i u njegovoj blizini vojni logor ili vojni ukopi na današnjem Matoševom trgu. 
Najznačajnija arheološka pronalazišta su ostaci većeg ruralnog naselja unutar današnje šume Lug pretpostavljenog razdoblja između 2. i 4. stoljeća. te kameni reljef s prikazom mitološke scene Ifigenije na Tauridi koji je danas ugrađen u portal bjelovarske katedrale.

### Nastanak grada
Krajem 14., početkom 15. stoljeća, unutar kruga današnjeg Bjelovara nalazili su se mnogi plemićki i crkveni posjedi, Neki od njih bili su: Jakobove Sredice, Gudovačka Gradina te crkvene župe u današnjem Korenovu, Pavljanima, Međurači i Novoj Rači. Pavlini su djelovali u samostanu u Strezi - pavlinski samostan i crkva Svih Svetih u Pavlin Kloštru. Neki od posjeda su se tu nalazili i ranije (župa Rovišće od početka 11. st.), ali o tome postoji manjak pisanih zapisa zbog nepismenosti tadašnjeg stanovništva. Tek crkvenom reorganizacijom u feudalni tip uređenja grade se župe, samostani (poput onog iz Streze kod Pavlin Kloštra ili Dobre Kuće kod Daruvara) koji vode zapise i dokumentaciju o ovom kraju.
Napadima Osmanlija u 15. i 16. stoljeću današnji bjelovarski kraj postaje granično područje ljudski i materijalno opustošenih hrvatskih krajeva te neprestano prelazi iz ruke u ruku. Stanovništvo se razbježalo i život se uglavnom odvija u malim utvrdama duž nestalne granice s Osmanlijama. 
Tada je na području Varaždinskog generalata osnovana proslavljena 16. pješačka pukovnija. Prvi zapovjednik te slavne pukovnije bio je 1538. godine Nikola Jurišić od Kisega. U velikom ratovanju od 1591. do 1594. godine hrvatska je vojska konačno zaustavila prodiranje Osmanlija. Nakon poraza kod Siska bili su potisnuti iz Posavine. Širok pojas zemlje od Moslavine i Čazme do Drave ponovno je u hrvatskim rukama. Podižu se nove utvrde i počinje naseljavanje i oživljanje Krajine. Jedna od utvrda bio je i Bjelovar. U pismu križevačkog generala Ivana Herbersteina 1666. godine dvorskom ratnom vijeću spominje se "G'schloss Bellovar" oko kojega su se vodili bojevi s doseljenim Vlasima. Slavonska krajina je u 16. i 17. stoljeću bila razdijeljena u četiri kapetanije – Križevci, Ivanić, Koprivnica i Đurđevac, a svaka kapetanija u vojvodstva. Jedan je časnik kao zapovjednik vojvodstva s vojnicima stanovao u utvrdi Bjelovar. Te su četiri kapetanije spojene 1749. godine u dvije pukovnije: 5. križevačku i 6. đurđevačku, koje su se sto godina kasnije, 1872. godine, ponovno spojile u 16. varaždinsku pješačku pukovniju. Zapovjednik te nove pukovnije bio je pukovnik Peter Csikos von Sessia, otac slavnoga hrvatskog slikara Bele. Ta je pukovnija 1919. godine preimenovana u 42. pješadijski puk u Bjelovaru.
Krajem 17. i sredinom 18. stoljeća unutar Vojne krajine su započele razne bune Vlaha zabrinutih za svoja prava i obveze potvrđenih od Austrije 1630. ugovorom zvanim Status Vlahis, naime, proglasom 1732. da se više neće koristi naziv Vlah nego Krajišnik. Zadnja Vlaška pobuna znana kao Severinska buna,  je uzdrmala Varaždinski generalat, započela je u siječnju 1755. te je prigušena nekoliko tjedana kasnije. Nekoliko godina ranije Marija Terezija odredila je da se u središtu krajiških pukovnija sagradi snažno vojno uporište (upravno središte, vojarna, poligon, sud, zatvor te popratni sadržaji) – Novi Varaždin.
Prema zamisli generala Filipa Becka graničari su već 1756. godine počeli graditi novi grad. O tome Baltazar Adam Krčelić u svojim Annuama piše:
"Osim toga, između Severina i Rače, u mjestu zvanom Bjelovar, podigne uz silan trud jadnih ljudi stanove za pripadnike štaba i tvrđavu, gdje su imali stanovati i pijaristi. Do kraja ove godine sagrađeno je više kuća, tako da su se malo kasnije viši oficiri mogli preseliti iz Križevaca; građenje se nastavlja.
Beck naredi, da se to mjesto ne smije nazivati Bjelovar, nego Novi Varaždin, pod prijetnjom kazne, ako ga bude tko drukčije nazivao.
(...)Novi Varaždin ili Bjelovar neće pružati nimalo sigurnosti, jer se sve gradi od drva, pa će prema tome jednom otvoriti put neprijatelju na uništenje ove naše domovine. U tim novim tvrđavama ništa nije čvrsto, staro će se rušiti i propadati, a osim što se prave beskorisni
troškovi domovina se izlaže opasnosti.
Dali višnji Bogovi da to ispadne drukčije!"
Beck je bjelovarsku utvrdu sagradio na visoravni okruženoj močvarama rječica Bjelovacke i Plavnice koje su pružale sigurnost, istočno od tada već postojećeg naselja Belovac(danas područje zapadno od Starog Sajmišta). Grad je sagrađen u vrlo brzom vremenskom okviru. Na poziv vojne uprave, iz Marče kod Ivanić-Kloštra u Bjelovar su došli češki redovnici pijaristi, braća Hubert i Ignacije Diviš 1761. godine. Osnovali su školu za djecu vojničkih časnika i građana. U početku je bilo samo 5 učenika, a nastava se održavala na njemačkom jeziku. Budući da je u gradu bila samo kapelica, odlučili su sagraditi crkvu. Gradnja je počela 1765. Zagrebački biskup Josip Galjuf posvetio je crkvu 15. listopada 1775. na blagdan sv. Terezije Avilske, po kojoj je crkva nazvana. Ispod crkve u podzemnim hodnicima su osigurana mjesta za šezdeset grobova, ali je u njima pokopano malo ljudi.
Narodna nošnja na bjelovarskom području bila je najjednostavnija i najasketskija u cijeloj Hrvatskoj, zbog stalne opasnosti od napada Osmanlija i siromaštva stanovnika. Uz to, život žena bio je težak, zbog nedostatka muškaraca koji su bili u ratu pa nije bilo vremena za raditi ukrase na nošnjama. Odjeća je bila jednaka za svakodnevne i svečane prilike, jednaka za odrasle i djecu. Bila je jednostavna, bijele boje izrađena od lana s crnim prslukom. Žene su nosile bijele marame, a muškarci crne šešire.
Godine 1782., proradila je tvornica svile, koja je imala 36 tkalačkih stanova. Car Josip II. bio je u posjetu 19. travnja 1783. godine. Pregledao je garnizone i odsjeo u kući generala baruna Krefelda u današnjoj Ulici Petra Zrinskoga.

### Razvoj grada u 19. stoljeću
Pošta je osnovana 1805. Pukovnik Grüber zasadio je drvored platana dužinom sjevernog bedema nekadašnje tvrđave, koje i danas postoje na današnjem Šetalištu dr. Ivše Lebovića. U najstarije kulturne ustanove ubrajaju se čitaonica i knjižnica osnovane 1832. Tamo su se održavali plesovi i zabave. Prva tiskara je proradila 1859. godine. 
Kada je 1871. godine ukinuta Vojna krajina, Bjelovar je postao sjedište Bjelovarsko-križevačke županije. Prvi župan bio je Ivan Vitez Trnski. Tri godine kasnije, 1874. Bjelovar je proglašen slobodnim kraljevskim gradom odlukom bana Ivana Mažuranića i dobiva svoj grb, na kojem je gradska utvrda (čardak) ispred koje je graničar i tri posječena hrasta. 
Šumarski stručnjak Josip Ettinger osnovao je rasadnik Šljukingon za uzgoj šumskih sadnica i voća. Gimnazija je osnovana 1876. godine, a ženska i stručna škola 1898. godine. Potres je oštetio crkve sv. Terezije Avilske i crkvu sv. Trojice 1880. godine, a osam godina kasnije obnovio ih je arhitekt Hermann Bolle. Preuređeno je groblje 1880. godine, tako da su katolički, pravoslavni i židovski dijelovi groblja spojeni u jednu cjelinu. Godine 1887. započelo je raditi prvo poduzeće suhomesnate robe i masti „Josip Svoboda”, a sušionica cikorije „Franck” 1900. godine, koja je bila jedina tvornica cikorije u Austro-Ugrarskoj. 
Bjelovarska afera povijesni je politički događaj, koji se dogodio 12. rujna 1888. godine tijekom susreta između austrijskog cara Franje Josipa I. i hrvatskog biskupa Josipa Jurja Strossmayera. Tijekom susreta, Franjo Josip I. prigovorio je biskupu što je poslao brzojavnu čestitku u Kijev prigodom 900. godina pokrštavanja Rusa. Na carev prigovor biskup Strossmayer mu je odgovorio:"Moja savjest je čista!", te se udaljio od cara okrenuvši mu leđa, što je u to doba smatrano neviđenom uvredom. 
Željeznička pruga Bjelovar – Križevci otvorena je 1894., pruga Bjelovar – Kloštar Podravski 1900. te pruga do Garešnice i Grubišnog Polja 1913. godine. Uz dolazak željeznice unutar grada se gradi paromlin kao prvi industrijski pogon u gradu, te time se osniva i prvo hrvatsko dioničarsko društvo za promet i preradbu sirovina .Grad je imao najveći porast stanovništva od 1880. do 1900. godine.

### Bjelovar u 20. stoljeću
Na početku 20. stoljeća, za vrijeme gradonačelnika Sime Blaževca izgrađeno je mnogo ustanova i kuća, pretežno u stilu secesije. Gimnazija je izgrađena 1901. godine. Poznati zagrebački arhitekt Dionis Sunko projektirao je zgradu Hrvatskog sokola, koja je završena 1912. godine, a sljedeće godine je izgrađena sinagoga, rad arhitekata Honisberga i Deutscha.
Godine 1917. godine proizveden je prvi Dieselov motor na području Jugoslavije u tvornici Smev u Bjelovaru vlasnika Eduarda Nöthiga. Tvornica Smev proizvodila je i male gospodarske strojeve (preše za grožđe, sječkare), dijelove za mlinove, gatere za pilane, razne ploče, koloture, rešetke za kanale, okrugle peći, "puške" za kola, kotače za plugove i ručna kolica, te sve vrste strojnih dijelova prema nacrtu.
Josip Broz Tito boravio je i radio u Velikom Trojstvu kraj Bjelovara od 1922. do 1925. godine. Utjecao je na radnički pokret i djelovanje komunističke partije. Bio je član Okružnog komiteta partije za Bjelovar 1924. godine. Nakon njegovog odlaska u Kraljevicu 1925. godine, nije bilo aktivnosti komunista sljedećih 10 godina.
Početkom 20. stoljeća, radnici u tvornicama imali su teške uvjete rada. Veliki štrajk dogodio se 12. lipnja 1932. godine, kada su štrajkali radnici tvornice “Smev” te mlinarski radnici. Štrajk je trajao 4 tjedna, a sudjelovalo je oko 230 radnika. 
Euharistijski kongres održao se u Bjelovaru 19. i 20. lipnja 1935. godine. Njega je predvodio Alojzije Stepinac, tada zagrebački nadbiskup koadjutor, služeći svetu misu ispred crkve sv. Terezije Avilske. Održana je i euharistijska procesija ulicama grada uz govore uglednih vjernika laika kao što su: Marica Stanković (službenica Božja) i dr. Ivan Protulipac, predsjednik "Hrvatskog orlovskog saveza. Iste godine u rujnu su tijekom crkvenog proštenja u naselju Kokinac tijekom kratkog sukoba ubijena dvojica civila. Događaj je bio jedan od mnogih pokušaja civilnog zastrašivanja članova četničkog pokreta tijekom tadašnjih parlamentarnih izbora.
Električna rasvjeta uvedena je 1938. godine. Potres na Bilogori 27. ožujka 1938. izazvao je oštećenja u Bjelovaru i okolici, naročito u Kegljevcu. Svoju prvu samostalnu izložbu imao je kipar Vojin Bakić u Bjelovaru 1940. godine.
Bjelovarski ustanak dogodio se 1941. Hrvati u kraljevskoj jugoslavenskoj vojsci nakon izbijanja II. svjetskog rata masovno počinju otkazivati poslušnost. Dana 8. travnja 1941. otvoreno su se pobunili 108. pješadijski puk u Velikom Grđevcu i 40. dopunski puk u Severinu, koji su bili u sastavu Slavonske divizije jugoslavenske vojske sa sjedištem u Bjelovaru. Uz pomoć Hrvatske seljačke zaštite zauzimaju žandarmerijsku postaju u Garešnici i stižu u Bjelovar.
U Bjelovaru je s balkona Gradskog poglavarstva (danas zgrada Gradskog muzeja) gradonačelnik i član ustaškog odbora, Julije Makanec, proglasio je u 18 sati, 8. travnja 1941. “uskrsnuće Nezavisne Države Hrvatske”..Tijekom sljedećih dana su u okolici Bjelovara ubijeno je 28 civila u okolici grada i u selu Donji Mosti.
Kratkotrajno razdoblje NDH tijekom Drugog svjetskog rata zaustavilo je razvoj grada u svim područjima.
Dana 28. travnja 1941. godine, ustaše su ubili oko 200 Srba u Gudovcu kraj Bjelovara. U Drugom svjetskom ratu stradao je velik broj Židova iz Bjelovara. Sinagoga je kasnije pretvorena u Narodno kazalište, a sada je Dom kulture. Od početnog interijera, ostala je samo Davidova zvijezda.
Početkom Drugog svjetskog rata, na čelu narodnooslobodilačka vojske u Bjelovaru bio je Kasim Ćehajić Turčin. Uhvaćen je i strijeljan na Vojnoviću 19. prosinca 1941. godine. Naslijedio ga je Grga Jankes, koji je sudjelovao u nastanku bjelovarskog, bilogorskog, moslavačkog i kalničkog partizanskog odreda. Poznatiji partizani bjelovarskog kraja bili su Petar Biškup Veno, Mojica Birta Zec, Emilija Holik, Šandor Kiralj, Gustav Perl Benda, Milan Bakić Baja (brat kipara Vojina Bakića) i dr. Američki ratni zrakoplovi bombardirali su grad 28. veljače 1945. godine.
U središnjem parku 1943. godine, postavljen je paviljon od bračkog kamena po nacrtu bjelovarskog arhitekta Zdenka Strižića. Na otvorenju je pjevao tada 20-godišnji Ivo Robić.
Grad je oslobođen 5. svibnja 1945. godine. Nakon izručenja poraženih snaga NDH-a i izbjeglih hrvatskih civila Jugoslavenskoj vojsci kraj Bleiburga 15. svibnja 1945., pri povratku Križnim putem kroz Bjelovar izvršene su masovne likvidacije. Dio ljudi je pogubljen u šumama Lug i Trnovka. U Bjelovaru je u Drugom svjetskom ratu poginulo 518 ljudi, a neposredno nakon rata ubijeno je još 471. Ubijene su i neke tada poznate osobe poput: književnika Vladimira Jurčića, pjevača Andrije Konca, te franjevaca Sebastijan Šantalaba i Ferdo Gassmanna.
Gradski muzej osnovan je 1949. godine. U početku je zbirku sakupljao učitelj Rade Kovač, a Ivan Barešić je najviše pridonio razvoju muzeja. Nakon II. svjetskog rata, Bjelovar je postao sjedište Zajednice općina u koju su pripale općine: Bjelovar, Čazma, Garešnica, Grubišno Polje, Daruvar, Koprivnica, Križevci, Đurđevac, Virovitica i Pakrac. Kotar Bjelovar je 1955. obuhvaćao bivše kotarske NOO Bjelovar, Bulinac, Čazma, Hercegovac, Ivanska, Kapela, Rovišće, Veliki Grđevac i Veliko Trojstvo. Izgrađen je niz industrijskih pogona prehrambeno-poljoprivredne ("Koestlin", "5. maj", "Sirela" i dr.), šumarsko-drvne (Šumsko gospodarstvo "Mojica Birta", DI "Česma") i metaloprerađivačke industrije ("Tomo Vinković", TAD, "Tehnika"). Rukometni klub "Partizan" Bjelovar osvajao je naslove državnog prvaka devet puta te naslov Prvaka Europe u sezoni 1971./'1972.

#### Bitka za bjelovarsku vojarnu 29. rujna 1991.
Vojarna "Božidar Adžija" na Vojnoviću u samom gradu i objekti JNA u okolici Bjelovara bili su blokirani i napadnuti od strane hrvatskih snaga, jer se 265. mehanizirana brigada na čelu s pukovnikom Rajkom Kovačevićem nije željela mirno predati. Planom "Bilogora" HV je 29. rujna 1991. napala i zauzela vojarnu. Skladište se našlo u okruženju i pod napadom. Nakon kraće borbe, major Milan Tepić je naredio vojnicima, da se predaju, a sam je ostao u skladištu u šumi Bedenik. Prilikom ulaska hrvatskih snaga u objekt, u 10 sati i 17 minuta, 29. rujna, aktivirao je eksploziv i uništio skladište, u kojem se nalazilo 170 tona eksplozivnih sredstava. U eksploziji je i sam poginuo, kao i još 11 hrvatskih vojnika. Na mjestu eksplozije ostao je veliki krater, šuma je izgorjela, a danas je to spomen-područje Barutana. Major Milan Tepić u Srbiji se slavi kao ratni heroj, po njemu su nazvane ulice u Beogradu, Novom Sadu, Banjaluci i Bačkoj Palanci. Tijekom 29. rujna 1991., trajao je oružani sukob oko vojarne. Bilo je razmjene pješačke i minobacačke vatre. Jedan od tenkova napustio je vojarnu i pucao po kućama oko vojarne, koje su pri tome jako oštećene. Više minobacačkih granata palo je i na crkvu sv. Terezije Avilske pri čemu su poginule tri žene. Oko 19 sati, hrvatska vojska zauzela je vojarnu, pri čemu su ubijeni pukovnik Rajko Kovačević, potpukovnik Miljko Vasić i kapetan prve klase JNA Dragiša Jovanović, a ostali vojnici su zarobljeni.
Na području nekadašnje Barutane uređeno je spomen područje. U spomen na oslobođenje Bjelovara od JNA, kao i na tragičan događaj u kojem je poginulo jedanaest hrvatskih vojnika, svake se godine na dan 29. rujna u Bjelovaru održava "Mimohod pobjednika", koji započinje na središnjem gradskom parku, a završava na Spomen području Barutana u šumi Bedenik.

#### 105. brigada HV Bjelovar
105. br HV je najveća postrojba HV koja je 1991. godine formirana u Bjelovaru. Njezin doprinos u Domovinskom ratu je ogroman. Sudjelovala je u više operacija od 1991. g pa sve do 1995. i to: Zapadno slavonsko bojište u 1991.; Istočnoslavonsko bojište od listopada 1991. pa do lipnja 1992. (Gradište, Privlaka, Otok, Komletinci.).
Operacija "Bljesak" 1995.; Operacija Oluja 1995. (djelovi brigade); obrambena operacija "Zid" za vrijeme trajanja "Oluje".
Kroz 105. br. HV je od 1991. pa do 1995. prošlo više od 7000 ljudi, a od toga je bilo više od 5000 Bjelovarčana.  Brigada je u bojnim djelovanjima od 1991. do 1995. g imala 92 poginula pripadnika, i više od 350 ranjenih.
Za svoj doprinos u Domovinskom ratu Odlikovana je visokim državnim vojnim odličjem "Red Bana Jelačića"
Godine 1992. vodile su se teške bitke u Bosanskoj Posavinin, jer su u tom dijelu bile najelitnije postrojbe napadača kako bi očuvale prolaz prema Banjoj Luci. Dolazak 105. bjelovarske brigade u Slavonski Brod bila je velika pomoć braniteljima na tom području. Osamnaest pripadnika brigade u tim borbama izgubilo je život i u znak sjećanja na njih (na inicijativu Udruge udovica hrvatskih branitelja Domovinskog rata iz Bjelovara), 23. kolovoza 2006. godine, u Slavonskom Brodu otkriveno je spomen-obilježje na obali Save.

### Bjelovar u 21. stoljeću
Početkom 21. stoljeća, Bjelovar je dobio prvu ženu gradonačelnicu Đurđu Adlešič, koja je uspješno upravljala gradom u dva mandata. Zbog funkcije potpredsjednice Hrvatske Vlade, u njenom drugom mandatu zamijenio ju je Antun Korušec.
Izgradnja prstena obilaznice oko Bjelovara započela je 1987. godine. Najprije je izgrađena južna obilaznica koja je spojila Slavonsku cestu i Ulicu Male Sredice. Nakon toga je 1997. godine za vrijeme župana Željka Ledinskog izgrađena druga dionica između Ulice Male Sredice i Ulice Velike Sredice. Treća dionica od Predavca do Letičana izgrađena na početku novog tisućljeća za vrijeme gradonačelnice Đurđe Adlešič, a istočna obilaznica od Poslovne zone Jug preko šume Lug do Trojstvenog Markovca otvorena je krajem 2019. godine za vrijeme gradonačelnika Darija Hrebaka.
Papa Benedikt XVI. utemeljio je Bjelovarsko-križevačku biskupiju sa sjedištem u Bjelovaru 5. prosinca 2009. godine. Prvim biskupom Bjelovarsko-križevačke biskupije imenovan je mons. Vjekoslav Huzjak. Biskupija je zaživjela 20. ožujka 2010. godine, izvršenjem bule o osnivanju te ređenjem i preuzimanjem službe prvog biskupa. Svečano euharistijsko slavlje održano je na Trgu Eugena Kvaternika uz prisutnost velikog broja biskupa i svećenika iz desetak država.  Glavni zareditelj bio je kardinal Josip Bozanić, nadbiskup i metropolit zagrebački, uz suzareditelje mons. Marija Roberta Cassarija, apostolskog nuncija u Hrvatskoj i mons. Josipa Mrzljaka biskupa varaždinskoga. Katedrala je postala dosadašnja župna crkva sv. Terezije Avilske u Bjelovaru. 
Dana 27. travnja 2020. u vrijeme pandemije COVID-19 Bjelovar je ukinuo prirez od 12 posto.
Jedanaesti nacionalni Susret hrvatske katoličke mladeži u Bjelovaru 17. rujna 2022. okupio je 7000 sudionika. Svečano euharistijsko slavlje na stadionu NK Bjelovar, u zajedništvu sa svim hrvatskim biskupima i apostolskim nuncijem u Hrvatskoj predvodio je bjelovarsko-križevački biskup, msgr. Vjekoslav Huzjak. Održan je po jakoj kiši, koja je padala dva dana bez prestanka.

## Gospodarstvo
Bjelovar je gospodarsko središte Bjelovarsko-bilogorske županije, a nekada Varaždinskoga generalata Vojne krajine i Bjelovarsko-križevačke županije.
Uvjeti za poljoprivredu, stočarstvo i šumarstvo vrlo su povoljni pa je grad s okolicom, u tim gospodarskim granama među najrazvijenijima u Hrvatskoj. Tradicija sajmovanja potječe iz 14. stoljeća, a u 19. i 20. stoljeću, bjelovarski sajam bio je među najvećima u ovom dijelu Europe. Od 1995. godine, na sajamskom prostoru Gudovac u predgrađu grada, održava se svake godine međunarodni stočarski i gospodarski, jesenski i proljetni sajam.
U gradu postoji višestoljetna tradicija proizvodnje mlijeka i sireva pa se Bjelovar ponekad naziva i „gradom sira”. Izvorni sirevi su: Bilogorac, Podravac, Dimsi itd. Te brendirani lokalnih sir kvargl.

### Velike tvrtke
- „Sirela” je tvornica sireva, jedna od najpoznatijih u Hrvatskoj i susjedstvu. Proizvodi tvrde, polutvrde, meke i topljene sireve.
- „Koestlin” je tvornica keksa i vafla. Razvila se od pekare Dragutina Wolfa 1905. godine. Vafli se proizvode od 1921. godine. Nova tvornica je puštena u pogon 1957. Sadašnji kapaciteti su oko 29 tisuća tona konditorskih proizvoda. Zaposleno je oko 600 radnika.
- Pevec grupa bila je privatno poduzeće, koje u svom sastavu imala lanac 14 trgovačkih centara, poduzeća za transport (s preko 500 vozila), ugostiteljstvo i graditeljstvo. Od 2010. godine tvrtka je u stečajnom postupku, prodavaonice su zatvorene, vozni park djelomično rasprodan, a djelomično pospremljen na parkinge zbog dugova. Prodajni centri se pod stečajnim upraviteljem pomalo otvaraju, no pitanje je što će u budućnosti biti s "Pevecom".Godine 2020. odlučeno je kako će se poduzeće preimenovati u Pevex tako da više ne vuče negativne konotacije iz prethodnog razdoblja i poslovanja poduzeća.
- „Troha-dil" je poduzeće za proizvodnju PVC prozora i vrata te drvo-aluminijskih prozora. Dobitnik je brojnih nagrada, među kojima je i nagrada za najuspješnije malo poduzeće u Hrvatskoj 2005. Kasnije je poduzeće prešlo u grupu srednje velikih poduzeća.
- „Prima Commerce” je najveći hrvatski proizvođač namještaja, a ujedno i najveći lanac salona namještaja u Hrvatskoj. Poduzeće je osnovano 1995. godine te od tada bilježi stalni rast, tvrtka ima 49 prodajnih salona u Hrvatskoj te 4 u Makedoniji.
- „Iverica” je tvornica za proizvodnju sirove, oplemenjene iverice i furniranih proizvoda. U sastavu je međunarodne grupe Kronospan, koji je najveći svjetski proizvođač drvenih pločastih materijala. Dobila je oznaku „Hrvatska kvaliteta“ za troslojnu i oplemenjenu ivernu ploču.
- „Metalind” je najveći proizvođač protupožarnih vrata u Hrvatskoj. Proizvode se i dimonepropusna i sigurnosna vrata te protupožarno staklo. Postoji od 1996. godine.
- „Elektrometal” je poduzeće za izvođenje instalatersko-montažerskih radova, proizvodnju vatrootpornih elemenata, distribuciju plina, te inženjering izgradnju investicijskih objekata sa sjedištem u Bjelovaru te pogonima u Daruvaru i Koprivnici.
- Hittner je tvornica zglobnih traktora, zupčanika, automobilskih dijelova i poljoprivredne mehanizacije. Glavni proizvod su šumski zglobni traktori EcoTrac, nastali po uzoru na male poljoprivredne traktore Tomo Vinković, iz nekadašnje istoimene bjelovarske tvornice.
- „Ljevaonica Bjelovar” je tvornica za proizvodnju odljevaka iz sivog, nodularnog i legiranog lijevanog željeza. Maksimalni godišnji kapacitet je 10 000 tona odljevaka. Ima tradiciju dužu od 100 godina.
- "Esco-Fofonjka" tvornica opruga i metalnih proizvoda. Prema proizvodnom programu i veličini je najvažniji proizvođač opruga u Hrvatskoj. Tvornica je osnovana 1968. godine, a osnovali su ju braća Fofonjka.

## Poznate osobe
- Đurđa Adlešič, hrvatska političarka
- Momčilo Bajagić-Bajaga, srpski rock pjevač
- Vojin Bakić, hrvatsko-srpski kipar
- Mirko Bašić, hrvatski rukometaš
- Ivan Gubijan, hrvatski atletičar
- Hrvoje Horvat stariji, hrvatski rukometaš i rukometni trener
- Hrvoje Horvat mlađi, hrvatski rukometaš, rukometni trener i hrvatski rukometni izbornik
- Gordan Jandroković, hrvatski političar, predsjednik Hrvatskog sabora
- Zvonimir Janko, hrvatski matematičar
- Zoran Mamić, hrvatski nogometaš i nogometni trener
- Josip Manolić, hrvatski političar
- Milena Mrazović, bosanskohercegovačka-hrvatska novinarka, spisateljica i skladateljica
- Edo Murtić, hrvatski umjetnik
- Goran Navojec, hrvatski kazališni, televizijski i filmski glumac
- Ivo Robić, hrvatski pjevač
- Goran Tribuson, hrvatski pisac
- Nataša Vezmar, hrvatska tekvandoašica
- Ognjen Vukojević, hrvatski nogometaš i nogometni trener
- Sara Rajčević, hrvatska tekvandoašica
- Erna Rudnički, hrvatska glumica
- Antonio Kiselić Ledinsky, hrvatski multimedijalni umjetnik
- Ivan Ožegović, hrvatski glumac

## Spomenici i znamenitosti
- Kasnobarokna katedrala sv. Terezije Avilske građena od 1756. do 1771. na Trgu Eugena Kvaternika
- Paviljon od bračkog kamena iz 1943., u središnjem parku – najveći kameni paviljon u Europi
- Četiri barokna kamena kipa u središnjem parku: kip sv. Terezije Avilske iz 1777., kip sv. Jurja i sv. Jelene Križarice iz 1778. i kip sv. Ivana Nepomuka
- Gradski muzej osnovan 1949.
- Zgrada vojne komande (Straža) oko 1756., danas sjedište gradske uprave
- Pravoslavna crkva sv. Trojice iz 1772., ima ikonostas koji su oslikali Menci Klement Crnčić i Ivan Tišov
- Sinagoga iz 1913., od kraja Drugog svjetskog rata je Dom kulture
- Zgrada čitaonice iz 1832.
- Zgrada Hrvatskog sokola iz 1912., arhitekt Dionis Sunko
- Spomen područje Barutana, za poginule u obrani grada 29. rujna 1991.
- Spomen područje Lug, za žrtve Drugog svjetskog rata
- Spomen područje Borik na Vojnoviću, za žrtve Drugog svjetskog rata
- Zgrada narodne knjižnice „Petar Preradović”
- Zgrada gimnazije iz 1901.
- Crkva i franjevački samostan sv. Antuna Padovanskoga iz 1936.
- Crkva sv. Ane iz 1993.
- Crkva sv. Andrije na starom groblju iz 1765.
- Crkva sv. Leopolda Mandića u Markovcu
- Drvored platana iz 1828. na Šetalištu dr. Ivše Lebovića
- Kapelica sv. Florijana kraj gradske tržnice iz 1756.
- Kapelica Gospe Lurdske u krugu opće bolnice iz 1885.
- Kapelica sv. Križa u krugu vojarne iz 1935.
- Kapelica sv. Fabijana i Sebastijana na Križevačkoj cesti
- Fontana „Povratak panonskih kitova”
- povijesna postrojba Bjelovarski graničari – Husari 1756.[30]
- konjičke staze za konjički turizam[30]

## Manifestacije
- Bjelovarski sajam – niz specijaliziranih događanja na sajamskom prostoru Gudovac u predgrađu grada, najznačajniji je Jesenski međunarodni sajam početkom rujna, a osim njega ističu se Proljetni sajam, Pčelarski sajam, LOREKO-sajam lova, ribolova, ekologije i kontinentalnog turizma i SKOK-sajam konja i konjičke opreme.
- Terezijana – kulturno-zabavna manifestacija, koja se održava svake godine drugi vikend u lipnju, u spomen na caricu Tereziji, koja je dala osnovati grad kao vojno središte davne 1756. godine.
- BOK fest – kazališni festival od 2003., punog imena Bjelovarski odjeci kazališta; u dva tjedna prikazuju se izabrane kazališne predstave iz Hrvatske i inozemstva za odrasle i djecu, umjetnički voditelj i osnivač festivala je Goran Navojec.
- Međunarodni tjedan udaraljkaša – (eng. IPEW – International Percussion Ensemble Week), niz koncerata udaraljaške glazbe, održava se u siječnju.
- Doku-art – festival dokumentarnih filmova iz Hrvatske i svijeta, traje tjedan dana početkom listopada, selektorica je Rada Šešić.
- Dani sira u gradu sira – sajam sira, koji se od 2006. održavala u listopadu. Kasnije je postala dio događanja na Bjelovarskom sajmu.
- Dani češke kulture – godišnja kulturna manifestacija, koja promiče kulturu Čeha u Hrvatskoj, održava se početkom svibnja
- Večer nacionalnih manjina – tradicionalni koncert nacionalnih manjina, na kojem predstavljaju svoju glazbu, plesove i običaje. Održava se krajem studenoga.
- Božićni gala koncert u Bjelovaru – tradicionalni gala koncert prije Božića, na kojem nastupaju hrvatski i strani glazbenici.
- Advent u Bjelovaru – priredba koja prezentira tradicijske proizvode i kulturu obilježavanja Adventa u bjelovarskom kraju održava se od 2011 godine. Od početka Adventa sve do blagdana tri kralja u posebno uređenim drvenim kućicama bjelovarski obrtnici izlažu svoje proizvode u centralnom parku koji za tu priliku ima naziv "Adventski trg". Na Adventu u Bjelovaru prezentira se : tradicijsko pečenje rakije,biskupski kruh, bjelovarska zimska kobasica, bjelovarske jabuke i proizvodi od jabuke...... Posebno svečano je organizirano paljenje svijeća na adventskom vijencu postavljenom u središtu grada,
- Amadeus fest — međunarodni festival komorne glazbe. Prvi se je održao 2018. godine.[31]

## Obrazovanje
Osnovne škole:
- I. osnovna škola Bjelovar;
- II. osnovna škola Bjelovar;
- III. osnovna škola Bjelovar;
- IV. osnovna škola Bjelovar;
- Centar za odgoj, obrazovanje i razvojnu podršku Bjelovar - za djecu s posebnim potrebama (nekadašnja V. osnovna škola Bjelovar)

Srednje škole:
U Bjelovaru je postojala i Mljekarska škola (1955. – 1963.) isprva kao industrijska škola i kasnije kao srednja stručna škola.
- Gimnazija Bjelovar;
- Ekonomska i birotehnička škola Bjelovar;
- Tehnička škola Bjelovar;
- Glazbena škola Bjelovar;
- Obrtnička škola Bjelovar;
- Turističko-ugostiteljska i prehrambena škola Bjelovar;
- Trgovačka škola Bjelovar;
- Medicinska škola Bjelovar

Visoko školstvo

Centar za ekonomski studij u Bjelovaru osnovao je Narodni odbor kotara Bjelovar 8. srpnja 1960., koji je službeno otvoren 23. listopada 1960., a pohađalo ga je 102. studenta. Ova je ustanova djelovala pod okriljem Ekonomskoga fakulteta Sveučilišta u Zagrebu, kao samostalno visoko učilište, s vlastitim financiranjem.

Od 1959. do 1963. opstojao je i Centar za izvanredni studij u Bjelovaru koji je djelovao u okviru Više pedagoške škole u Zagrebu.
Dislocirani studiji:
- Sveučilišni preddiplomski i diplomski studij poslovne ekonomije (organizira Ekonomski fakultet Rijeka)
- Sveučilišni preddiplomski studij poduzetništva (organizira Ekonomski fakultet Zagreb)

## Kultura
Od 1943. do 1962. postojalo je Gradsko narodno kazalište u Bjelovaru.
U Bjelovaru i okolici snimljeno je više filmova i tv-serija. Vlak u snijegu (1976.) sniman je u Grgincu, Tomašu i Rovišću. Glavne scene filma snimane su na željezničkoj pruzi Bjelovar – Kloštar Podravski u selu Grginac te u selu Tomaš kod Bjelovara (scene u školi i selu). Dio filma snimljen je i na željezničkoj postaji Rovišće. Film Hoću živjeti (1982.) snimljen je u Cigleni. Film Ne dao Bog većeg zla (2002.) snimljen je većim dijelom u Bjelovaru. Film prati dogodovštine dječaka i kasnije mladića Frule tijekom '60. i '70. godina prošlog stoljeća u Bjelovaru. Film je režirala Snježana Tribuson, scenarist je Goran Tribuson, a među ostalima glume: Goran Navojec, Bogdan Diklić, Bojan Navojec i Antonija Putić, svi rođeni u Bjelovaru. Film Moram spavat' anđele (2007.) sniman je u Bjelovaru. U tv-seriji "Bitange i princeze" sam kraj posljednje epizode i dijelovi iz još nekih drugih epizoda snimani su u Bjelovaru. Britansko-američka serija "Protuudar" (eng. Strike Back) snimana je na aerodromu u Brezovcu kraj Bjelovara 2019. godine.
Film Broj 55 (2014.) temelji se na istinitom događaju iz jeseni 1991. godine, kada su u Kusonjama poginuli osamnaestorica pripadnika 105. bjelovarske brigade i dvojica policajaca. U filmu glume Bjelovarčani Ivan Ožegović i Alan Katić.
U hrvatskoj ratnoj seriji "Nestali" glumilo je čak petero bjelovarskih glumaca. Goran Navojec, Bojan Navojec i Alan Katić nose glavne uloge, dok Ivan Ožegović i Ognjen Milovanović imaju sporedne uloge.
- Gradski muzej
- Državni arhiv u Bjelovaru
- Narodna knjižnica „Petar Preradović”
- Kulturni i multimedijski centar Bjelovar (kino)
- Bjelovarsko kazalište
- Gradska kazališna kuća Bjelovar
- Dom kulture
- Kino Gorica (bivše)
- HORKUD Golub (Hrvatsko obrtničko-radničko kulturno umjetničko društvo)
- KUD Bjelovar
- KUD Češka Obec
- UIRH Lovari (Udruga izvornih Roma Hrvatske)
- filmski festival DOKUart
- Merkuri teatar
- Radijske postaje:[33] Alfa radio, Radio Terezija, Super Radio.
- Internetski portali: klikni.hr, Zvono, Bjelovar.live, Bjelovar info, Super portal, mojportal.hr
- Tiskani mediji: Bjelovarski list, Bjelovarsko-bilogorski vjesnik 043
- Tamburaški sastavi: TS Stare staze, TS Štefanjska zvona, TS Nemir (ženski sastav), TS Korak, TS Barrique, TS Ledina, TS Bilogora
- Glazbenici: Ivo Robić (djetinjstvo i mladost proveo u Bjelovaru), Momčilo Bajagić - Bajaga (rođen u Bjelovaru), Boško Petrović, Ratko Vojtek, Slavko Remenarić (Boa), Martina Radić (The Funkensteins), Mladen Medak, Marijan Brkić, Tvrtko Hopes i Les, Gusti sok, Petar Punk, Fyu, Duet Blank

## Sport
- Nogometni klub Lasta Gudovac
- Nogometni klub "Korenovo" Veliko Korenovo
- Nogometni klub "Bjelovar"
- Nogometni klub "Sloga"
- Nogometni klub "Mladost" Ždralovi
- Nogometni klub "Zvijerci"
- Malonogometni klub "Bjelovar"
- Body building i fitness klub "Titan gym" Bjelovar
- Rukometni klub "Bjelovar"
- Ženski rukometni klub "Bjelovar"
- Košarkaški klub "Bjelovar"
- Ženski odbojkaški klub "Bjelovar"
- Atletski klub "Bjelovar"
- Atletski klub "Borik"
- Streljačko društvo "Bjelovar 1874."
- Taekwondo klub "Bjelovar"
- Taekwondo klub "Omega"
- Taekwondo klub "Fox"
- Teniski klub "Bjelovar"
- Stolnoteniski klub "Bjelovar"
- Plivački klub "Bjelovar"
- Konjički klub "Bjelovar"
- Streličarski klub "Bjelovar"
- Moto klub "Bjelovar"
- Kuglački klub "Bjelovar"
- Kuglački klub "Željezničar"
- Kuglački klub "Poštar"
- Kuglački klub "Bilogora"
- Kuglački klub "Sirela"
- Klub američkog nogometa "Bjelovar Greenhorns"
- Orijentacijski klub "Bjelovar"
- Squash klub "Bjelovar"

Malonogometni turnir Bjelovarski Božić održava se od 1978.
Atletika 
- Fight Team X MMA club

Atletika u gradu Bjelovaru datira iz vremena poslije 2. svjetskog rata, kada se atletika nalazi kao sekcija u sklopu DTO "Partizan" Bjelovar (u DTO "Partizan" su tada bili prisutni i rukomet, boks, hrvanje i mnogi drugi športovi).
Godine 1962. DTO "Partizan" postaje društvo za sportsku rekreaciju. Djelovanje atletske sekcije se nastavlja sve do 1980. godine, kada se zbog izvanrednih rezultata osamostaljuje i postaje atletski klub "Bjelovar". Klub i danas ima zapaženu ulogu u hrvatskoj kraljici sportova te bilježi vrijedne rezultate. AK "Bjelovar" je vlasnik 13 državnih rekorda, 31 atletičarka i atletičar iz kluba je ostvarilo 82 nastupa za reprezentaciju Hrvatske. Na državnim prvenstvima osvojeno je ukupno 377 medalja: od toga 109 zlatnih, 115 srebrenih i 144 brončane.
Od 2001. godine u Bjelovaru se održava štafetna utrka 4x600m za mlađe juniorke i juniore, koja se trči oko centralnog gradskog parka. Ova utrka se održava svake godine u povodu Dana Grada Bjelovara.
 Rukomet 
Bjelovar je poznat po RK "Bjelovaru", dok je djelovao pod imenom "Partizan", o čemu govori naslov europskog prvaka iz 1972. i desetak naslova prvaka države, najviše od svih.
 Maraton lađa 
"Argo" iz Bjelovara prva je posada, koja je pobijedila na Maratonu lađa, a da nije iz doline Neretve. O njihovoj neočekivanoj pobjedi 2016. godine, snimljen je dokumentarni film "Zlatno runo, Argonauti s ribnjaka". Nakon pobjede, dobili su Domagojev štit i priređen im je veliki svečan doček u Bjelovaru.
Bjelovarčani sudjeluju na Maratonu lađa na rijeci Neretvi od 2007. godine, kada je nastupila ekipa bjelovarskih vatrogasaca. S vremenom je organizaciju nastupa preuzeo Tomislav Smrček Čonč i podigao na višu razinu pa je uskoro ekipa Bjelovara osvojila 4. mjesto i narasle su ambicije. Ponovno su Bjelovarčani bili 4. 2015. godine pod nazivom "Argonauti Bjelovar" (prije su nastupali kao "Bjelovar Express"), a sljedeće 2016. godine pobijedili su na Maratonu lađa kao prva ekipa koja nije iz neretvanskoga kraja, što je bilo veliko iznenađenje. Sljedeće 2017. godine, iz Bjelovara je došlo čak 4 ekipe. Prošlogodišnji pobjednici „Argonauti“ bili su 2., ekipa bjelovarskih šumara koja nastupa od 2012., osvojila je 6. mjesto, a „Argo 2“ 12. mjesto.  U utrci žena po prvi puta nastupile su „Nereide Bjelovar“ i osvojile 2. mjesto. Nakon pobjede 2016. godine, u Bjelovaru je održana „Noć prvaka“. Početkom rujna 2017., u središtu Bjelovara kraj paviljona izložena je neretvanska lađa i priređena „Večer bjelovarskih lađara“.

## Gradovi pobratimi
- Novalja
- Pakrac
- Imotski
- Rubiera
- Visoko
- Tomislavgrad

## Zanimljivosti
- Prije Drugog svjetskog rata, u središtu Bjelovara u istoj su ulici (Gajeva ulica) istovremeno odrastale četiri poznate osobe iz područja kulture: glumica Nada Kareš, koja se kasnije udala za čuvenog arhitekta Vjenceslava Richtera, kipar Vojin Bakić, pjevač Ivo Robić i Veljko Milojević, koji je napravio filmsku karijeru u Francuskoj pod imenom Charles Millot.[37]
- U Bjelovaru je otvoren prvi olimpijski bazen u Hrvatskoj 1932. godine.[38]
- Bjelovar je u više navrata proglašavan Enigmopolisom zbog svog doprinosa enigmatici.
- U Bjelovaru je osmišljena moto-alka 1976. godine i redovito se održava do danas. Nastala je po uzoru na sinjsku alku, jedino što se umjesto konja, koristi motocikl.[39]
- U Bjelovaru je proizveden prvi dizelski motor u bivšoj Kraljevini Jugoslaviji.[40]
- Na 1. svibnja u Bjelovaru se održava moto budnica. Velik broj motorista okuplja se prije zore i glasno se voze ulicama Bjelovara stvarajući veliku buku, koja je taj dan dopuštena. Riječ je o tradiciji koja se u Bjelovaru njeguje još od 1920. godine kada se prvi put skupina nezadovoljnih radnika u noći uoči 1. svibnja okupila i stvarajući buku motociklima izrazila svoj bunt i nezadovoljstvo teškim položajem u društvu.[41]
- U Bjelovaru je 9. listopada 2018. godine odigrana nogometna utakmica između hrvatske nogometne reprezentacije i NK Bjelovara prigodom 110. obljetnice djelovanja kluba. To je bila prva utakmica hrvatske nogometne reprezentacije u Hrvatskoj nakon osvajanja srebra na Svjetskom prvenstvu u Rusiji. Rezultat je bio 15:1, što je najveća pobjeda reprezentacije na prijateljskim utakmicama.[42]